# Utterslev (Lolland Kommune)
 For alternative betydninger, se Utterslev. (Se også artikler, som begynder med Utterslev)
Utterslev er en by på Lolland med 209 indbyggere i byområdet (2021), beliggende 3 km nordvest for Horslunde, 12 km nord for Nakskov og 33 km nordvest for kommunesædet Maribo. Byen hører til Lolland Kommune og ligger i Region Sjælland.
Utterslev hører til Utterslev Sogn. Utterslev Kirke ligger i den sydlige del af byen. Utterslev er vokset sammen med landsbyen Kastager 2 km nord for kirken. Der er 3 herregårde i sognet: Havgård 2 km syd for byen, Alleenborg 3 km nordvest for byen og Vintersborg ved bebyggelsen Bøget mellem Utterslev og Kastager.

## Faciliteter
Den første skole i Kastager blev bygget i slutningen af 1700-tallet. Den blev afløst af en ny, der fungerede indtil centralskolen i Utterslev blev bygget. Kastager skole blev herefter forsamlingshus. Det har en stor sal til 150 personer, en lille sal til 30 personer og på 1. sal et lokale til 20 personer. Centralskolen, der også erstattede en mindre skole i Utterslev, rummer nu et botilbud.
Utterslev-Kastager Gymnastikforening fra 1914 har som formål at dyrke og fremme fodbold, gymnastik, badminton og anden idræt. Utterslev Borger- og Grundejerforening er stiftet i 2008.

## Historie
Navnet Utterslev består af mandsnavnet Otthar og ordet lev, der stammer fra før Vikingetiden og betyder noget efterladt eller en arv. Byens navn betyder altså "arven efter Otthar". Byen nævnes første gang i 1379 som Oothersløff.

### Alderdomshjemmet
Fattighuset eller Hospitalet var oprettet i starten af 1700-tallet og blev opretholdt af frivillige gaver. Det var et ret stort stråtækt hus med 4 værelser på hver side af en brolagt midtergang. I enden af huset var der hestestald til kirkegængerne. Ved siden af fattighuset lå jordemoderhuset. Begge huse blev revet ned i 1920'erne for at give plads til et alderdomshjem.

### Jernbanen
I 1899 beskrives Utterslev og Kastager således: "Utterslev (gml. Form Otterslef) med Kirke, Præstegd., Skole, Mølle og Andelsmejeri; Kastager med Skole, Købmandsforretn., Mølle og Magasinbygning (ret anselig Ind- og Udførsel);" Utterslev Mejeri var opført på åbent land nord for landsbyen i 1896.
Utterslev fik station på Nakskov-Kragenæs Jernbane (1915-67). Stationen fik navnet Kastager for at undgå forveksling med Utterslev i København. I 1920'erne blev der bygget en del parcelhuse omkring stationen, og byen fik vekselstrøm og vandværk.
Stationen havde krydsnings-/læssespor med den lokale foderstofforretnings varehus og en svinefold, der blev ombygget til skur. Stationsbygningen er bevaret på Jernbanevej 9. Fra Gallevej mod sydøst er 1 km af banens tracé bevaret som grussti.

### Vindmøller
Et område nordvest for Utterslev blev ved en kommuneplan udlagt til vindmølleområde.
I 2011 udgav man en rapport om en vindmøllepark på 5 vindmøller øst for Tjørneby.